# Operación Chanchera
Operación Chanchera es el nombre popular con el que se conoce la toma de forma violenta por un comando guerrillero del Frente Sandinista de Liberación Nacional del Palacio Nacional de Nicaragua  (hoy en día Palacio de la Cultura), en el momento en el que se celebraba una sesión del Congreso Nacional, el 22 de agosto de 1978. La denominación formal era Muerte al Somocismo, Carlos Fonseca Amador.

## Comando guerrillero
El comando denominado "Rigoberto López Pérez", compuesto de 25 guerrilleros vestidos con los uniformes de la Escuela de Entrenamiento Básicos de Infantería (EEBI) (cuerpo élite de la Guardia Nacional) y liderados por Edén Pastora, Hugo Torres Jiménez, Dora María Téllez y Walter Ferreti irrumpió en el salón donde se celebraba la sesión conjunta del Congreso de Diputados y del Senado a mediodía de 22 de agosto de 1978 secuestrando a senadores, diputados y otras figuras relevantes del régimen de Anastasio Somoza Debayle.

## Objetivos
La acción, encuadrada en la lucha armada que el FSLN mantenía contra la dictadura somocista, concluyó 2 días después y logró los objetivos siguientes:
- Liberación de 50 presos políticos, entre los que se encontraban Tomás Borge, René Núñez Téllez, Javier Carrión y Doris María Tijerino.
- Difusión de varios comunicados del FSLN en los medios escritos, hablados y televisados del país.
- Pago de medio millón de dólares
- Garantía de salida del país de los componentes del comando.[1]

El comando retuvo como rehenes a más de 3.000 personas que fue liberando poco a poco en el transcurso de las negociaciones, en las que participaron como mediadores los miembros de la jerarquía de la Iglesia Católica en Nicaragua, el Arzobispo de Managua Miguel Obando y Bravo, el Obispo de León Manuel Salazar y Espinoza y el de Granada Leovigildo López Fitoria así como varios embajadores. La crisis se mantuvo durante 45 horas.

## El Palacio Nacional
El edificio del Palacio Nacional ocupa toda una manzana (100 x 100 metros) en el centro de Managua. Fue construido bajo el gobierno de Juan Bautista Sacasa por la sociedad Pablo Dambach. La obra acabó en 1935 y se inauguró en 1942 por Anastasio Somoza García.
Es un edificio de dos pisos con la fachada principal adornada con columnas de partenón sobre la Plaza de la República.  En el primer piso tenía su sede el Senado y en el segundo la Cámara de Diputados. También se ubicaban dependencias del Ministerio de Hacienda y Crédito Público, el Ministerio de Gobernación y la Dirección General de Ingresos. 
En la actualidad se le conoce como Palacio de la Cultura y es sede del Instituto Nicaragüense de Cultura (INC) y del Museo Nacional "Diocleciano Chávez". Se mantenía una vigilancia constando por parte de la Guardia Nacional, dos hombres con armas largas en las puertas, dos en las escaleras del segundo piso y numerosos guardaespaldas de las autoridades que trabajaban en las instalaciones. Entre políticos, funcionarios y público habría habitualmente más de 3.000 personas en las instalaciones.
Las sesiones de la Cámara de Diputados se realizaban en el denominado "salón Azul". Los miembros pertenecían a dos partidos, al PLN, que era el de Somoza y al PCN que hacía de oposición. La disposición era, los Liberales a la derecha y los Conservadores a la izquierda, en el frente la mesa de la Presidencia y detrás de las bancadas sendos balcones para el público y la prensa.

## La operación

### Los preparativos

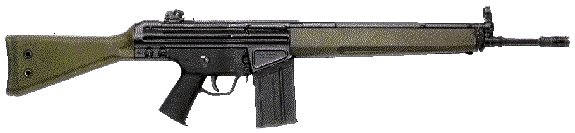
Fusil de asalto alemán Heckler & Koch G3A3, de munición 7,62 x 51 mm, usado por Edén Pastora.

En 1970 Edén Pastora, conocido como el Comandante Cero, planteó a Óscar Turcios, Pedro Aráuz Palacios y Ricardo Morales Avilés –miembros de la Dirección Nacional histórica del FSLN– la toma del Palacio Nacional. Ante la complejidad de dicha acción se estimó que el FSLN no tenía capacidad para realizar un acto de ese tipo y la propuesta fue rechazada.
Ocho años después, en mayo de 1978, la situación del FSLN era muy diferente y este se había fortalecido y desarrollado en todos los aspectos. En una reunión en San José, Costa Rica, en la que estaban presentes, Edén Pastora, los hermanos Humberto y Daniel Ortega, Víctor Tirado López, Herty Lewites y Carlos Coronel Kautz, se vuelve a plantear la propuesta y se decide estimar la misma. Se nombra a Pastora como responsable y se comienzan a realizar los preparativos, para lo que vuelve a Nicaragua en julio de 1978.
Pastora se aloja en Managua en la casa de Leonel Póveda quien era apodado como El Comanche. En los primeros días de agosto llegan a la casa de Poveda, Óscar Pérez Cassar, Joaquín Cuadra Lacayo, Hugo Torres Jiménez, Hilario Sánchez, Raúl Venerio y Dora María Téllez. Poco después se realiza una reunión en la residencia de Javier Chamorro y María Rubiales cerca de Ticuantepe y varios miembros del comando se instalan en la finca "El Boquete",  propiedad de la familia Maltez Huezo, de Santa Laura, en la Carretera Vieja hacia León y de allí pasan a la casa de Dionisio  Marenco y su mujer Daysi Zamora en el reparto Serranías cerca de la comarca Monte Tabor, carretera hacia El Crucero. Todos los miembros del comando pertenecían a la tendencia "Tercerista" liderada por los hermanos Ortega y Tirado López.
Una vez decidida la operación se abren conversaciones con las diferentes tendencias que conformaban el FSLN, la Tercerista, la Proletaria y la de Guerra Popular Prolongada (GPP). Cada subgrupo realizaba sus propias operaciones y entre ellas estaba la de secuestrar a Anastasio Somoza Portocarrero, luego apodado "El Chigüin", esta acción quedó suspendida ante la magnitud de la toma del Palacio Nacional.
Dentro del Palacio Nacional trabajaba de auditor Pablo Pichardo cuyo hijo Javier estaba encarcelado por pertenecer al FSLN. Pablo Pichardo, conocido como La Espinita, fue el encargado de recopilar y transmitir información al comando de asalto. El equipo de apoyo estaba formado, además de Pablo Pichardo, por Alejandro Carrión, Raúl Venerio, Óscar Pérez Cassar, Joaquín Cuadra Lacayo, Leonel Póveda, Dionisio Marenco y Daisy Zamora. Humberto Ortega servía de enlace con la parte del operativo que estaba en Costa Rica.
Dionisio Marenco encargó a Pablo Pichardo que obtuviera información del Palacio Nacional, entre ella la de los planos, para ello Pichardo encargó a su esposa Mary Adhelma Ramírez Solís que le dibujara el plano del Palacio Nacional con los datos que él le iba proporcionando. El arquitecto Ramiro Lacayo fue quien "pasó a limpio" la información.
La complejidad del operativo llevó a que en algunos momentos participaran más de 40 personas en el mismo, lo que incrementaba el riesgo de ser detectados por las fuerzas de seguridad somocistas. La previsión era realizar el asalto una semana antes del 22 de agosto, pero la falta de preparativos hizo que se retrasara hasta el 22.
Dentro de las peticiones que se iban a realizar estaba la de al liberación de presos políticos, en los listados entregados a los responsables faltaban 10 presos que no habían sido contabilizados por el "Frente Interno" que fue el encargado de realizarlos.

### El comando
El comando estaba formado por 25 guerrilleros procedentes de diferentes regiones. La mayoría de ellos desconocían los detalles de la acción. Eran jóvenes con una edad promedio que no llegaba a 23 años (Edén pastora él era el mayor con 42 años y había 3 que tenían 18) y muchos no habían visto el Palacio Nacional, de hecho solamente dos miembros del comando habían estado en alguna ocasión dentro del edificio. Iban ataviados con réplicas de los uniformes de la Escuela de Entrenamiento Básicos de Infantería que era el cuerpo élite de la Guardia Nacional y dirigía  Anastasio Somoza Portocarrero. Portaban fusiles Garand, arma oficial de la Guardia Nacional, que muchos no conocían, y tenían dos camionetas ataviadas como camionetas militares y cuatro coches, dos por cada camioneta, como escolta. Cada miembro del comando, debidamente acicalado para que pareciera un Guardia Nacional, portaba pañuelo rojo y negro del FSLN, dos pañuelos de bolsillo por si sufrían heridas, un foco de mano, máscaras y anteojos contra gases, bolsas plásticas para almacenar el agua en caso de urgencias y bicarbonato para afrontar los gases lacrimógenos.
En la dotación general del comando había, además diez cuerdas de nailon de metro y medio para amarrar rehenes y tres cadenas con candados para cerrar por dentro todas las puertas del Palacio Nacional. No llevaban equipo médico porque sabían que en el Salón Azul había servicios y medicinas de urgencia. Por último se les repartieron las armas que de ningún modo podían ser distintas a las que usa la Guardia Nacional, porque casi todas habían sido capturadas en combate. El parque completo eran dos subametralladoras Uzi, un Heckler & Koch G3, un M3, un M2, veinte fusiles M1 Garand, una pistola Browning y cincuenta granadas. Cada uno disponía de trescientos tiros.
Los responsables de la operación fueron Edén Pastora, a quien se le dio el apelativo de "comandante cero" (con el que se quedaría para la posterioridad); Hugo Torres Jiménez, denominado "Comandante Uno"; Dora María Téllez, denominada "Comandante Dos"

### El operativo
Se hicieron dos grupo, uno de 13 personas y otro de 12 que salieron de dos lugares diferentes y distantes de Managua, unos de des Tipitapa comandado por Hugo Torres y Walter Ferreti y otro desde la casa de Dionisio Marenco, que mandaba Edén Pastora y la Dora María. Debián reunirse en el centro de la Vieja Managua, frente al edificio de la Zogaib, y yendo, desde allí, juntos hasta el Palacio. Una vez en el Palacio debían dar a entender de que se trataba de un batallón de la Escuela de Entrenamiento Básicos de Infantería que preparaba la llegada del presidente de la república a la Cámara de Diputados.
El día 22 de agosto a las 9:30 horas de la mañana Pablo Pichardo confirma que ese día al mediodía se celebrará una sesión de la Cámara de Diputados. Los grupos salen de sus respectivos puntos, cada uno con una camioneta y dos coches, el grupo de Tipitapa, que dirigen Hugo Torres Jiménez y Walter Ferreti, va acompañado por dos coches conducidos uno por Carlos Salgado López y el otro por Joaquín Cuadra Lacayo y Alejandro Carrión. Desde la casa de Dionisio Marenco salieron Edén Pastora Gómez, Dora María Téllez, Oscar Pérez Cassar, Leonel Poveda y Dionisio Marenco.
En el Palacio Nacional la sesión de la Cámara de Diputados comenzó a las doce menos cuarto del mediodía bajo la presidencia de Luis Pallais Debayle, primo de Anastasio Somoza Debayle, a las doce y cuarto varias personas vestidas con uniformes militares similares a los de la Escuela de Entrenamiento Básico de Infantería entran en el edificio y se distribuyen por él irrumpiendo en la sala de sesiones.
Uno de los grupos, en el que iba Carlos Salgado, alias, Ulises o El Reverendo, entró por el lado oeste y fue tomando posiciones. Subió hasta el segundo piso y llegan al despacho del ministro de gobernación donde estaba José Somoza, sobrino del dictador.
El otro grupo, dirigido por Pastora, entró por el lado este del Palacio desarma a la guardia de puertas al grito de "¡Apártense! ¡Viene el jefe" y cierran la misma con una cadena y un candado. Este grupo tenía el objetivo de llegar a la sala donde estaban realizando la sesión, el Salón Azul.
Fue Edén Pastora quien entró en el Salón Azul, donde había 49 diputados, y disparó contra el techo varias ráfagas a la vez que gritaba "¡La Guardia! ¡Todo el mundo a tierra!". Los diputados se echaron al suelo, algunos de ellos, como Pallais Debayle, pensaron que la Guardia Nacional había dado un golpe de Estado contra Somoza. La acción dejó 4 personas asesinadas.
Una vez tomado el Salón Azul y controlada la situación por parte del comando sandinista, se habían identificado y separado a los rehenes más relevantes, como el ministro de gobernación Antonio Mora Rostrán o los familiares del Somoza, Edén Pastora ordena a Luis Pallais Debayle que llame a Anastasio Somoza Debayle para entablar negociaciones. Pide que actúen como mediadores el Arzobispo de Managua, Monseñor Miguel Obando y Bravo, los Obispos de León y Granada, monseñores Manuel Salazar y Espinoza y Leovigildo López Fitoria.

### La negociación
Los intermediarios llegaron sobre las 15:00 al Palacio Nacional, Obando y Bravo ordenó que la Guardia Nacional suspendiera el tiroteo y comenzó las negociaciones con Dora María Téllez Argüello. El comando sandinista hizo llegar a los negociadores varios documentos, en el primero de ello se indicaba que el nombre del operativo era "Muerte al Somocismo, Carlos Fonseca Amador" y que estaba ejecutado por el comando "Rigoberto López Pérez"   bajo las órdenes de la Dirección Nacional del FSLN, presidida por Daniel y Humberto Ortega Saavedra y Víctor Tirado López. En otros figuraban las peticiones que eran; amnistía para los presos políticos; liberación para los presos de una lista adjunta; publicación en los medios de prensa, radio, televisión y prensa escrita, de una serie de documentos, pago en metálico de 10 millones de dólares y medios aéreos y seguros para que los miembros del comando pudieran abandonar Nicaragua.
Las negociaciones se mantuvieron durante dos días. A los mediadores se unieron los embajadores de Costa Rica, Virgilio Chaverry y Panamá, Carlos Boyd. Los mediadores trataban con los miembros del comando en el Palacio Nacional, y el presidente de Nicaragua, Anastasio Somoza Debayle que se hallaba en su despacho de la Explanada de Tiscapa.
Como forma de presión el comando amenazó con comenzar a ejecutar rehenes, eligieron al diputado Francisco Panchito Argeñal Papi quien pidió llamar a Somoza pidiéndole que ordenara el alto el fuego. También estuvo en el trance el periodista de origen cubano Luis Manuel Martínez, redactor del diario somocista Novedades y vinculado al dictador cubano Batista. Los sandinistas exigieron la retirada del cordón policial a 300 metros de distancia, fueron liberando rehenes, en especial mujeres y personas con problemas de salud.

### El acuerdo
A última hora del miércoles día 23 se llega al acuerdo. La cantidad de dinero en metálico será de medio millón de dólares, se publican en los medios los documentos del FSLN se logra la liberación de los presos, aunque no se informa del paradero de algunos de ellos que habían sido asesinados, y se pone a disposición del comando dos aviones, uno de Venezuela, un Hércules C-130 de la Fuerza Aérea y otro de Panamá, un Electra de COPA.
El jueves 24, se celebra una sesión especial de la Cámara de Diputados con la intervención de Pastora y Dora María Téllez, así como los periodistas Manuel Eugarrios Velásquez y Víctor Medina. En la misma Dora María Téllez expuso las razones de la lucha del FSLN y Edén Pastora dijo que el régimen somocista solo entendía el lenguaje de las armas, cogió la bandera de Nicaragua que estaba en la sala y expresó que la devolvería cuando Nicaragua fuera libre.
Los componentes del comando junto a varios rehenes (José R. Somoza, sobrino del presidente de Nicaragua; Arturo Mora Rostrán, ministro de gobernación y los diputados s Pallais Debayle, José Somoza Ábrego, René Molina y Eduardo Chamorro Coronel) fueron conducidos al aeropuerto en dos autobuses. Estos salieron a las 9:00 horas del lado norte del edificio. La salida y el trayecto al aeropuerto estaba lleno de una entusiasta multitud.

## Diputados y presos sandinistas
El asalto al Palacio Nacional involucró a muchas personas: por un lado a un buen número de personajes relevantes del régimen de Anastasio Somoza y por otro a los miembros del FSLN que están presos y fueron liberados. Entre los políticos retenidos algunos eran especialmente relevantes, como Luis Pallais Debayle, primo hermano de Anastasio Somoza Debayle, y José Somoza Abrego, hijo del general José R. Somoza, que es medio hermano del dictador. También el ministro de gobernación Antonio Mora. 
El 22 de agosto había unos 20 periodistas presentes; entre ellos se encontraban Manuel Eugarrios Velásquez y Cruz Flores Siles de La Prensa, Emigdio Suárez, Javier Reyes, Óscar Pérez Valdivia, Juan Alberto Henríquez, Fernando Centeno, Rodolfo López N., Alex Somarriba, Filadelfo Martínez, Gixa Torres (única mujer) y Víctor Medina.
Entre los presos liberados sen encontraban Tomás Borge, René Núñez Téllez, Javier Carrión, Marcio Jáenz, Iván Montenegro, Javier Pichardo Ramírez, Luis Guzmán, Francisco Cuadra, Edgard Lang, Juan José Úbeda, Roberto Calderón, Francisco Guzmán, Álvaro González Cerrato, Martha Cranshaw, Rosa Argentina Ortiz, Gloria Campos, Charlotte Baltodano, Felipe Peña, Margine Gutiérrez. Gustavo y Víctor Moreno, Yadira Baltodano, Apolonio Martínez, Leopoldo Rivas, Eddy González, Rodolfo Amador, Lucas Cortez, Maximiliano Martínez, Roberto McEwans, Amílcar Lorente, Doris María Tijerino, Fernando Chamorro R. Jorge Guerrero y José Armando Bolaños.
Otros que estaban en la lista no fueron localizados al haber sido asesinados por el régimen de Somoza; entre ellos estaban Donald Guevara, Elvis Chavarría, Pedro Antonio Jiménez, Gregorio Montoya, J. Francisco Tijerino, Azucena Suárez Meza, Marcos Silva Molina, José Jarquín y Antonio Mairena Lugo. Hubo muertos y heridos; por parte de los asaltantes resultó herido Lorenzo Hernández, denominado "62". Un periodista, Rafael Báez Ruiz, perdió varios dedos y varios guardias nacionales resultaron muertos.

## Repercusión
Esta operación representó un duro golpe político y mediático para el régimen somocista, dio relevancia internacional a la lucha del FSLN y aceleró la caída del gobierno de Anastasio Somoza Debayle. El nombre oficial del operativo era "Muerte al Somocismo, Carlos Fonseca Amador" pero Pastora el Comandante Cero, lo denominó "Operación Chanchera" ya que popularmente se veía a los miembros del Congreso Nacional como chanchos y por ende al Palacio Nacional como una pocilga.